# Sambelia (plaats)
Sambelia is een bestuurslaag in het regentschap Oost-Lombok van de provincie West-Nusa Tenggara, Indonesië. Sambelia telt 6074 inwoners (volkstelling 2010).